# 威廉帕特森大學

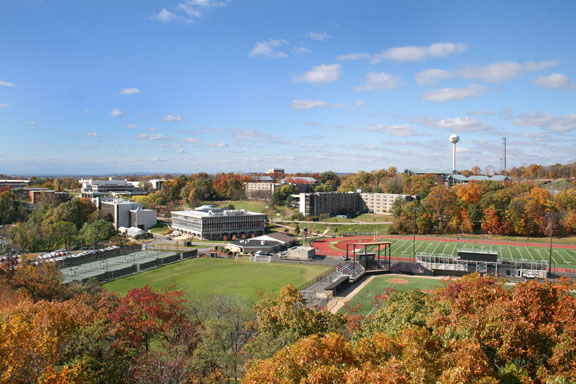
大學鳥瞰

威廉帕特森大學（William Paterson University，官方稱呼：The William Paterson University of New Jersey）是一所位於美國新澤西州韋恩的公立大學，1855年成立，當時是州內第二古老的學院，1951年搬至現址，1997年獲大學地位并改現名。 2015年《美國新聞與世界報道》將其排在“北部地區大學”中的第103位。

## 外部連結
- William Paterson University website （页面存档备份，存于）
- William Paterson University athletics website （页面存档备份，存于）
- William Paterson University Facebook （页面存档备份，存于）
- William Paterson University Twitter[永久]
- William Paterson University Instagram （页面存档备份，存于）

40°56′49″N 74°11′53″W / 40.947°N 74.198°W